# Pro Helvetia

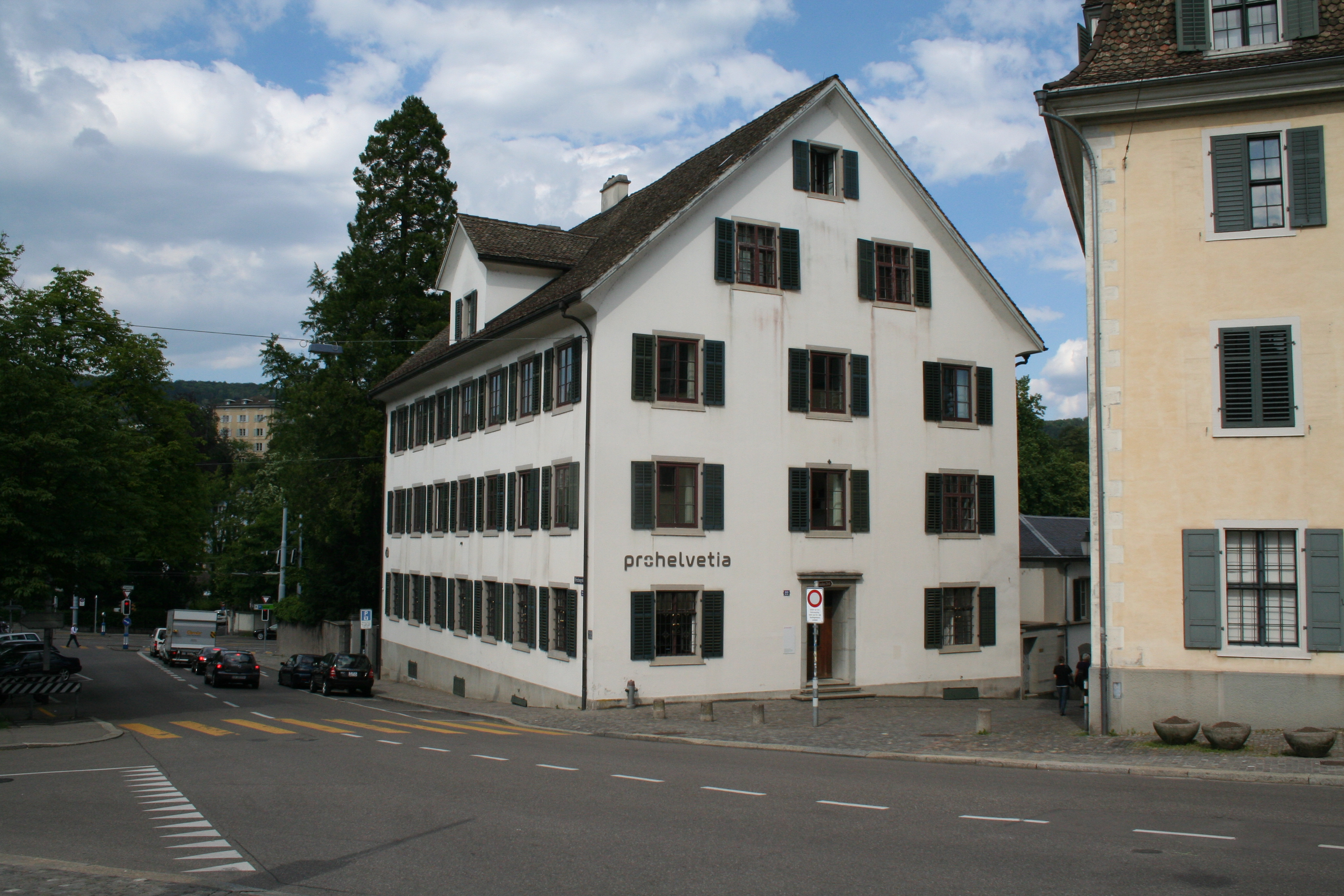
«Haus zum Lindengarten», sede centrale di Pro Helvetia, Hirschengraben 22, Zurigo

Pro Helvetia (italiano: Fondazione svizzera per la cultura) è una fondazione pubblica della Svizzera che sostiene e diffonde l'arte e la cultura svizzera contemporanea. Come istituzione promozionale della Confederazione Svizzera, è responsabile della promozione e della diffusione della cultura svizzera all'estero e delle rappresentazioni nazionali svizzere in occasione di grandi eventi culturali internazionali. Promuove inoltre il dialogo culturale tra le diverse regioni del Paese e nel mondo e sostiene le arti in un contesto sovraregionale.
Pro Helvetia ha sede legale a Berna, uffici a Zurigo e una serie di sedi nel mondo: degli uffici di collegamento (Il Cairo, Johannesburg, New Delhi, Shanghai, Sud America) e dei centri culturali (Parigi, Roma, Milano, Palermo, New York).

## Storia
Pro Helvetia è stata fondata con decreto del Consiglio federale del 20 ottobre 1939 con l'obiettivo di difendere e diffondere la cultura svizzera (Difesa spirituale). Nel 1940 si stabilisce a Zurigo negli uffici dell'Hirschengraben. Nel 1949 viene trasformata in una fondazione di diritto pubblico.
La legge Pro Helvetia del 17 dicembre 1965 ha conferito alla Fondazione il seguente mandato:
- conservare e preservare le peculiarità culturali della Svizzera
- promuovere la creazione di opere culturali
- incoraggiare lo scambio culturale tra le regioni linguistiche e le cerchie culturali
- curare i rapporti culturali con l’estero

La legge Pro Helvetia è stata parzialmente rivista nel 1970 e nel 1980. Nel 2012 entra in vigore la legge federale sulla promozione della cultura del 2009, che ridefinisce anche compiti e struttura di Pro Helvetia. La missione di Pro Helvetia è stata definita come segue: «La Fondazione promuove la varietà della creazione artistica, fa conoscere la creazione artistica e culturale svizzera, promuove la cultura popolare e intrattiene scambi culturali.» Questo mandato è concretizzato dal Messaggio sulla cultura, che definisce le priorità della promozione culturale a livello federale per quattro anni alla volta..
I contributi finanziari della Confederazione alla fondazione sono stati inizialmente regolamentati dalla Legge Pro Helvetia e ammontavano a 3,0 milioni di franchi all'anno dal 1966 e a 5,0 milioni di franchi dal 1971. Dalla revisione parziale della legge nel 1980, la Confederazione finanzia Pro Helvetia attraverso decisioni di credito, ognuna delle quali ha una durata di quattro anni e si basa su un programma approvato dal Consiglio di fondazione.
1 Zurigo
2 Parigi, Centre Culturel Suisse
3 New York, Swiss Institute Contemporary Art New York
4 Il Cairo, Pro Helvetia Cairo / Swiss Arts Council
5 Johannesburg, Pro Helvetia Johannesburg / Swiss Arts Council
6 New Delhi, Pro Helvetia New Delhi / Swiss Arts Council
7 Shanghai, Pro Helvetia Shanghai / Swiss Arts Council
8 Berna (sede legale)

## Organizzazione
Gli organi della fondazione sono il consiglio di fondazione (composto da 9 membri), la direzione (presieduta da un direttore) e l'ufficio di revisione. Vi è inoltre una commissione di esperti composta da 13 membri che valuta le richieste significative di aiuti finanziari. 
Il presidente di Pro Helvetia e i membri del consiglio di fondazione sono nominati dal consiglio federale, sono selezionati per rappresentare le quattro regioni linguistiche e hanno un mandato di 4 anni, rinnovabile una sola volta.
Presidenti di Pro Helvetia:
- Dal 1939 al 1943, Heinrich Häberlin
- Dal 1944 al 1952, Paul Lachenal
- Dal 1952 al 1964, Jean-Rodolphe de Salis
- Dal 1965 al 1970, Michael Stettler
- Dal 1971 al 1977, Willy Spühler
- Dal 1978 al 1985, Roland Ruffieux
- Dal 1986 al 1989, Sigmund Widmer
- Dal 1990 al 1998, Rosemarie Simmen
- Dal 1998 al 2005, Yvette Jaggi
- Dal 2006 al 2013, Mario Annoni
- Dal 2014 al 2023, Charles Beer
- Dal 2024, Michael Brändle

Direttori di Pro Helvetia:
- Dal 1939 al 1959, Karl Naef
- Dal 1959 al 1991, Luc Boissonnas
- Dal 1992 al 1997, Urs Frauchiger
- Dal 1997 al 1998, Rolf Keller (ad interim)
- Dal 1998 al 2001, Bernard Cathomas
- Dal 2001 al 2002, François Wasserfallen (ad interim)
- Dal 2002 al 2012, Pius Knüsel
- Dal 2012 al 2016, Andrew Holland
- Dal 2016 al 2017, Sabina Schwarzenbach (ad interim)
- Dal 2017, Philippe Bischof

## Attività
Secondo il messaggio sulla cultura 2025-2028, i compiti di Pro Helvetia comprendono i punti seguenti:
- Sostegno alla creazione artistica attraverso contributi nei settori delle arti dello spettacolo, del design, della letteratura, della musica e delle arti visive.
- Promozione dello scambio culturale tra le comunità linguistiche e culturali della Svizzera attraverso contributi a spettacoli, letture, serie di concerti, mostre, festival, traduzioni o eventi di cultura popolare contemporanea.
- Diffusione della cultura svizzera all'estero sostenendo viaggi di lettura, tournée, mostre e traduzioni e finanziando le presenze del Paese a grandi eventi culturali.
- Fornire nuovi impulsi culturali attraverso i propri programmi o la promozione di progetti di terzi.
- Promuovere i giovani talenti (programmi di residenza e di coaching, organizzazione di opportunità di esibizione, opportunità di networking).

Ad eccezione del settore cinematografico, Pro Helvetia è attiva in tutte le discipline artistiche: Arti dello spettacolo, design, letteratura, musica e arti visive. Sostiene progetti innovativi di cultura popolare attraverso un mandato all'IG Volkskultur. La promozione della cinematografia svizzera è passata alla fondazione Swiss Films il 1° gennaio 2004.
Nel 2024 Pro Helvetia ha ricevuto 7.046 richieste, di cui il 35,8% ha avuto una risposta positiva. L’87,0% dei 45,7 milioni di franchi svizzeri a disposizione di Pro Helvetia quest'anno è stato destinato direttamente alle attività culturali, il 13,0% all'amministrazione.

## Presenza all'estero
Pro Helvetia finanzia il Centre Culturel Suisse a Parigi dal 1985 e contribuisce ai programmi culturali di due istituzioni svizzere all'estero (Istituto Svizzero a Roma, Milano e Palermo; Swiss Institute a New York).
Pro Helvetia ha anche uffici di collegamento al Cairo (dal 1988), a Johannesburg (dal 1998), a Nuova Delhi (dal 2007), a Shanghai (dal 2010) e un ufficio di collegamento decentrato in Sud America (dal 2021). L'ufficio di collegamento a Mosca, aperto nel 2017, è stato chiuso alla fine del 2024.

## Critica
Nel 2004, la mostra “Swiss-Swiss Democracy” di Thomas Hirschhorn è stata esposta al Centre Culturel Suisse a Parigi. La mostra è stata molto criticata, in particolare perché un attore ha urinato come un cane su una foto dell'allora Consigliere federale Christoph Blocher. Le critiche furono rivolte anche a Pro Helvetia, che aveva finanziato la mostra con 180.000 franchi.
Pro Helvetia ha poi preso le distanze da “qualsiasi attacco personale a Christoph Blocher”, ma allo stesso tempo ha dichiarato: “La fondazione considera una delle grandi conquiste di una società costituita democraticamente il fatto di sostenere anche artisti che criticano questa stessa società. Inoltre, la libertà artistica è sancita dalla Costituzione.”
Come conseguenza diretta del cosiddetto “scandalo Hirschhorn”, il Parlamento federale ha deciso il 16 dicembre 2004 di ridurre il budget di Pro Helvetia del 2005 di 1 milione di franchi.